# Saint-Maurice-sur-Vingeanne
Saint-Maurice-sur-Vingeanne es una comuna francesa situada en el departamento de Côte-d'Or, en la región de Borgoña-Franco Condado.

## Demografía
| 242 | 214 | 184 | 175 | 139 | 162 | 206 |
| Para los censos de 1962 a 1999 la población legal corresponde a la población sin duplicidades (Fuente: INSEE [Consultar]) |     |     |     |     |     |     |